# Chopper (archeologie)

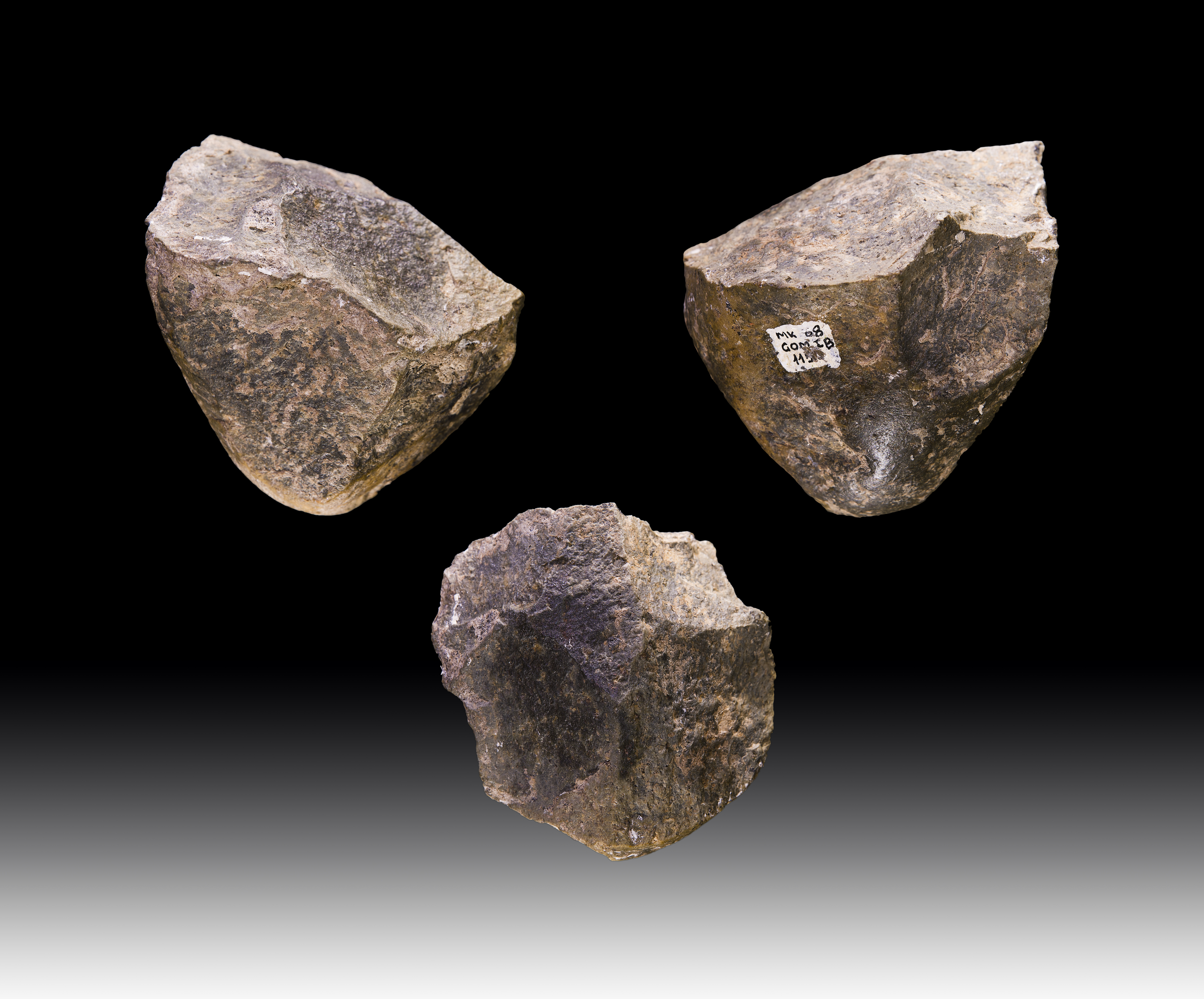
Circa 1,7 miljoen jaar oude choppers uit Hadar (Ethiopië)

Een chopper of pebble tool is een stenen werktuig met maar een weinig bewerkte onregelmatige snijrand. Choppers komen bijna alleen voor in vondsten van meer dan 2 Ma oud en behoren tot het Vroeg-paleolithicum. Choppers zijn het resultaat van een paar afslagen van de kernsteen aan een kant - dit in tegenstelling tot de chopping tools, die al wat meer ontwikkeld zijn.
Waarschijnlijk konden vroege mensen door deze werktuigen, hoe primitief ze ook waren, vleeseter worden. Voor ze deze werktuigen gingen gebruiken, konden ze slechts aas eten omdat hun gebit niet geschikt was voor het verscheuren van rauw vlees. Het diende om stukken steen af te kloppen of om vlees te snijden